# Gioacchino Maurici
 (septembre 2017).
Si vous disposez d'ouvrages ou d'articles de référence ou si vous connaissez des sites web de qualité traitant du thème abordé ici, merci de compléter l'article en donnant les références utiles à sa vérifiabilité et en les liant à la section « Notes et références ».
Pour les articles homonymes, voir Maurici.
Gioacchino Maurici, né le 11 novembre 1968 à Grenoble, est un chanteur, compositeur-interprète et mélodiste français d'origine italienne-sicilienne. Il est le grand frère du chanteur Calogero.
Gioacchino est à la tête de deux sociétés, la société d’édition Gioca Music et la société de production Magic.

## Biographie
En 1990, il se fait connaître grâce au groupe français Les Charts[source secondaire souhaitée], dont il est le clavieriste, et fait ses débuts en tant que compositeur professionnel avec son frère.
En 1998, le groupe se sépare, chacun de ses membres entame une carrière solo.
En 2000, il forme avec Stanislas le groupe Pure Orchestra et signe chez Atletico Records, le label de Pascal Obispo (distribué par Universal Music). Leur premier single, U&I, connaît une diffusion radiophonique durant l'été 2001 et l’album Singing’ dog sort en février 2002.
Il s'installe à Londres en 2004 et forme Pimigi avec Catherine Pentukhoff[source secondaire souhaitée] ; ils se produiront dans divers pubs et salles de concerts dans la capitale anglaise durant trois ans.
En parallèle de tous ses projets, Gioacchino Maurici compose pour son frère Calogero et pour bon nombre d'autres artistes de la scène française comme Johnny Hallyday, Céline Dion, Florent Pagny ou Natasha St-Pier.

## Discographie

### Avec Calogero
Gioacchino participe à tous les albums solo de Calogero depuis 1999.

#### 2004:3
| No  | Titre                               | Paroles                       | Musique               | Durée |
| --- | ----------------------------------- | ----------------------------- | --------------------- | ----- |
| 2.  | Il bat                              | Zazie                         | Calogero - Gioacchino | 4:20  |
| 3.  | Face à la mer (en duo avec Passi)   | Passi - Alana Filippi         | Calogero - Gioacchino | 3:43  |
| 4.  | Si seulement je pouvais lui manquer | Michel Jourdan - Julie d'Aimé | Calogero - Gioacchino | 3:20  |
| 6.  | Fais comme tu veux                  | Patrice Guirao                | Gioacchino            | 3:19  |
| 7.  | Je n'ai que nous à vivre            | Patrice Guirao                | Calogero - Gioacchino | 4:47  |
| 8.  | Un jour parfait                     | Raphael                       | Calogero - Gioacchino | 4:11  |
| 9.  | Les Hommes endormis                 | Zazie - Patrice Guirao        | Calogero - Gioacchino | 3:54  |
| 10. | Safe sex                            | Lionel Florence               | Calogero - Gioacchino | 3:42  |
| 11. | Rare                                | Alana Filippi                 | Calogero - Gioacchino | 5:18  |

#### 2007:Pomme C
| No | Titre   | Paroles | Musique               | Durée |
| -- | ------- | ------- | --------------------- | ----- |
| 1. | Pomme C | Zazie   | Calogero - Gioacchino | 3:18  |

#### 2009:L'Embellie
| No  | Titre                | Paroles     | Musique               | Durée |
| --- | -------------------- | ----------- | --------------------- | ----- |
| 7.  | Passage des cyclones | Dominique A | Calogero - Gioacchino | 4:02  |
| 11. | Il conte             | Piero Pelù  | Gioacchino            | 3:43  |

#### 2014:Les Feux d'artifice
| No  | Titre               | Paroles       | Musique               | Durée |
| --- | ------------------- | ------------- | --------------------- | ----- |
| 5.  | Le Portrait         | Paul École    | Calogero - Gioacchino | 3:01  |
| 7.  | Avant toi           | Alex Beaupain | Calogero - Gioacchino | 4:01  |
| 9.  | La Boîte à musique  | Paul École    | Calogero - Gioacchino | 2:53  |
| 12. | Les Feux d'artifice | Paul École    | Calogero - Gioacchino | 6:36  |

#### 2017:Liberté chérie
| No | Titre                    | Paroles    | Musique               | Durée |
| -- | ------------------------ | ---------- | --------------------- | ----- |
| 5. | Fondamental              | Paul École | Gioacchino - Calogero | 3:01  |
| 8. | Premier pas sous la lune | Paul École | Gioacchino - Calogero | 3:48  |

#### 2020:Centre Ville
| No  | Titre      | Paroles    | Musique               | Durée |
| --- | ---------- | ---------- | --------------------- | ----- |
| 6.  | Le Temps   | Paul École | Calogero - Gioacchino | 3:55  |
| 12. | Stylo vert | Paul École | Calogero - Gioacchino | 4:20  |

#### 2023:A.M.O.U.R
| No | Titre               | Paroles                    | Musique                                | Durée |
| -- | ------------------- | -------------------------- | -------------------------------------- | ----- |
| 1. | A.M.O.U.R           | Calogero - Bruno Guglielmi | Calogero- Bruno Guglielmi - Gioacchino | 3:46  |
| 5. | Dénouement heureux  | Marie Poulain              | Marie Poulain - Gioacchino             | 3:22  |
| 6. | Derrière ma fenêtre | Paul École                 | Calogero - Gioacchino - Paul École     | 4:22  |

### Avec d'autres artistes de la scène française
| Année | Artiste         | Album                   | Titre                     | Paroles                          | Musique              | Durée |
| ----- | --------------- | ----------------------- | ------------------------- | -------------------------------- | -------------------- | ----- |
| 2000  | Florent Pagny   | Châtelet les Halles     | Châtelet les Halles       | Lionel Florence                  | Calogero, Gioacchino | 5:10  |
| 2000  | Florent Pagny   | Châtelet les Halles     | L'Air du temps            | Lionel Florence                  | Calogero, Gioacchino | 3:35  |
| 2003  | Florent Pagny   | Ailleurs land           | Je trace                  | Lionel Florence                  | Calogero, Gioacchino | 3:23  |
| 2004  | Florent Pagny   | Baryton                 | Io le canto per te        | Giuseppe Giunta                  | Calogero, Gioacchino |       |
| 2008  | Johnny Hallyday | Ça ne finira jamais     | Ça n'finira jamais        | Patrice Guirao, Calogero         | Gioacchino           | 3:59  |
| 2010  | Françoise Hardy | La Pluie sans parapluie | Noir sur blanc            | Françoise Hardy, Patrick Loiseau | Calogero, Gioacchino | 3:31  |
| 2013  | Florent Pagny   | Vieillir avec toi       | Après nous                | Lionel Florence                  | Calogero, Gioacchino | 4:48  |
| 2013  | Florent Pagny   | Vieillir avec toi       | Souviens-toi              | Marie Bastide                    | Calogero, Gioacchino | 4:52  |
| 2017  | Louane          | Louane                  | Si t'étais là             | Marie Bastide                    | Gioacchino           | 2:33  |
| 2019  | Maëlle          | Maëlle                  | L'Effet de masse          |                                  | Gioacchino           | 3:28  |
| 2019  | Maëlle          | Maëlle                  | SOS                       |                                  | Gioacchino           | 3:19  |
| 2019  | Maëlle          | Maëlle                  | Si                        |                                  | Gioacchino           | 5:06  |
| 2021  | Florent Pagny   | L'Avenir                | L'Instinct                | Bruno Guglielmi                  | Gioacchino           | 4:14  |
| 2021  | Florent Pagny   | L'Avenir                | Les arbres se souviennent | Paul École                       | Calogero, Gioacchino | 3:54  |

### Comédies musicales
Gioacchino a composé notamment pour « Les Dix Commandements » (2000), « Circus » (2012) et « Robin des Bois » (2013-2014).

### À l'international
En 2012, Gioacchino compose la chanson « Le Miracle », issue de l'album Sans attendre, pour la chanteuse canadienne Céline Dion.
En 2019, il compose « Mysterious Love » pour la chanteuse japonaise MISIA.
En 2020, il compose « Live on », issue de l'album Soul to Soul (布袋寅泰のアルバム), pour le chanteur et guitariste japonais Tomoyasu Hotei, ainsi que « Anata Ga Iru Dakede (あなたがいるだけで)[source insuffisante] » pour le chanteur japonais Kousuke Atari.